# Ólafur Jóhannesson
Ólafur Jóhannesson (født 1. marts 1913 i Stórholti í Fljótum, død 20. maj 1984), var en islandsk advokat, juraprofessor og politiker.
Jóhannesson blev i 1968 formand for Fremskridtspartiet. Han var Islands statsminister ad to omgange. Den første periode strakte sig fra 14. juli 1971 til 28. august 1974 som leder af en koalitionsregering med Det Liberale Venstre. I 1974 blev han justits-, kirke- og handelsminister i en koalition ledet af Selvstændighedspartiet. Hans anden periode som statsminister løb fra 1. september 1978 til 15. oktober 1979.